# Колодези (Ленинградская область)
Коло́дези (фин. Kolotitsa) — деревня в Гатчинском муниципальном округе Ленинградской области.

## История
Деревня Колодези из 15 дворов и мыза Колодези помещика Старова упоминаются на «Топографической карте окрестностей Санкт-Петербурга» Ф. Ф. Шуберта 1831 года.
Согласно 8-й ревизии 1833 года мыза и деревня Колодицы и деревня Голятицы принадлежали вдове коллежского советника Е. С. Старовой.

КОЛОДИЦЫ (и Голятицы) — мыза и деревня принадлежат наследникам господ Старовых, число жителей по ревизии: 60 м. п., 62 ж. п. (1838 год)

В пояснительном тексте к этнографической карте Санкт-Петербургской губернии П. И. Кёппена 1849 года записаны деревни:
- Koloditz (Колодицы или Голятицы), количество жителей на 1848 год: савакотов — 34 м. п., 24 ж. п., всего 58 человек
- Holobitz oder Koloditz (Колодицы), количество жителей на 1848 год: ижоры — 7 м. п., 13 ж. п., всего 20 человек, которые относились к православному Дылицкому Владимирскому приходу[6].

КОЛОДИЦЫ — деревня господина Пейкера, по просёлочной дороге, число дворов — 15, число душ — 39 м. п. (1856 год)

Согласно «Топографической карте частей Санкт-Петербургской и Выборгской губерний» в 1860 году деревня Колодези насчитывала 18 крестьянских дворов и кузницу.

КОЛОДЕЗИ — мыза владельческая при ключах, число дворов — 2, число жителей: 12 м. п., 11 ж. п.

КОЛОДЕЗИ — деревня владельческая при ключах число дворов — 15, число жителей: 32 м. п., 34 ж. п. (1862 год)

В 1882—1884 году временнообязанные крестьяне деревни выкупили свои земельные наделы у Николая Ивановича Пейкера и стали собственниками земли.

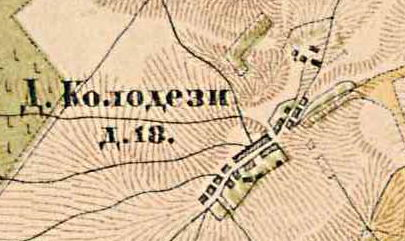
План деревни Колодези. 1885 год

В 1885 году деревня Колодези снова насчитывала 18 дворов.
Согласно материалам по статистике народного хозяйства Петергофского уезда 1887 года мыза Колодези принадлежала действительному статскому советнику Н. И. Пейкеру, она была приобретена до 1868 года.
В конце XIX века деревня административно относилась к Губаницкой волости 1-го стана Петергофского уезда Санкт-Петербургской губернии, в начале XX века — 2-го стана. Бо́льшую часть населения деревни составляли православные финны.
К 1913 году количество дворов уменьшилось до 16.
С 1917 по 1923 год деревня Колодези входила в состав Ознаковского сельсовета Губаницкой волости Петергофского уезда.
С 1923 года в составе Венгисаровской волости Гатчинского уезда.
С 1924 года в составе Ондровского сельсовета.
С 1926 года вновь в составе Ознаковского сельсовета. Согласно данным переписи населения СССР 1926 года в деревне Колодези Ознаковского сельсовета Венгисаровской волости Троцкого уезда проживали 126 человек — финны и русские.
С 1927 года в составе Волосовского района.
С 1928 года в составе Смольковского сельсовета. В 1928 году население деревни Колодези также составляло 126 человек.

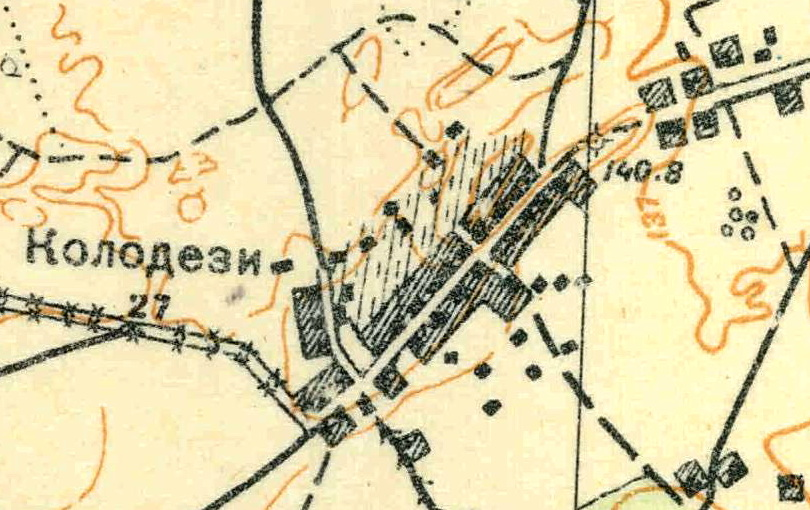
План деревни Колодези. 1931 год

Согласно топографической карте 1931 года деревня насчитывала 27 дворов.
По административным данным 1933 года деревня Колодези входила в состав Смольковского сельсовета Волосовского района.
Деревня была освобождена от немецко-фашистских оккупантов 24 января 1944 года.
В 1958 году население деревни Колодези составляло 138 человек.
С 1959 года, в составе Елизаветинского сельсовета Гатчинского района.
По данным 1966, 1973 и 1990 годов деревня Колодези входила в состав Елизаветинского сельсовета.
В 1997 году в деревне проживали 34 человека, в 2002 году — 42 человека (русские — 79 %), в 2007 году — 41.

## География
Деревня расположена в северо-западной части района на автодороге 41К-219 (Елизаветино — Фьюнатово).
Расстояние до административного центра поселения, посёлка Елизаветино — 7 км.
Расстояние до ближайшей железнодорожной станции Елизаветино — 7 км.

## Демография
| 1862 | 2007 | 2010 | 2017 |
| ---- | ---- | ---- | ---- |
| 23   | ↗41  | ↗55  | ↘49  |

### Национальный состав
Согласно данным Всероссийской переписи населения 2021 года в деревне проживали 175 человек, из них:
 русские — 174, евреи — 1 человек.